# Chizzy Alichi
Chigozie Stephanie Alichi (nacida el 23 de diciembre de 1993), conocida popularmente como Chizzy Alichi, es una actriz de cine nigeriana.

## Biografía
Alichi es nativa de Ezza Nkwubor Nike en Enugu East, un área del gobierno local del estado de Enugu, ubicado en el sureste de Nigeria. Es la menor de tres hijos con dos hermanos mayores. Apareció en los titulares cuando construyó una mansión para sus padres en 2017. Reside en Asaba, Delta.

## Carrera
Debutó en Nollywood en 2010 por casualidad. Se unió al azar al Gremio de Actores de Nigeria, solicitó un papel en una película y consiguió su primera oportunidad como actriz en una película titulada Magic Money con Mercy Johnson y Bob-Manuel Udokwu. El punto de inflexión de su carrera llegó con la película Akaraoku, que significa " akara caliente", en 2016, dirigida por Yul Edochie. El cartel de la película se volvió viral en las redes sociales cuando la gente asumió que la actriz era una vendedora de akara. 

### Vídeos musicales
| Año  | Canción | Artista        | Notas |
| ---- | ------- | -------------- | ----- |
| 2016 | "Mmege  | Sabor N'abania |       |

## Filmografía seleccionada
| Año  | Película              | Personaje | Notas                                                             |
| ---- | --------------------- | --------- | ----------------------------------------------------------------- |
| 2018 | Do Good Nwakpaka      |           | Junto a Ebele Okaro                                               |
| 2018 | My Story              |           |                                                                   |
| 2018 | Power of Madness      |           | Junto a Nonso Diobi, Ngozi Ezeonu                                 |
| 2017 | Point & Kill          |           | Junto a Nonso Diobi                                               |
| 2017 | Tears of Victory      |           | Junto a Yul Edochie                                               |
| 2017 | Power in The palace   |           | Junto a Chioma Chukwuka                                           |
| 2017 | Obudu The Evil Shrine |           | Junto a Ebele Okaro                                               |
| 2017 | Teckno In The Village |           |                                                                   |
| 2017 | Little Oath           |           | Junto a Chiwetalu Agu, Ken Erics                                  |
| 2017 | Beautiful Mmege       |           | Junto a Ebele Okaro                                               |
| 2017 | The King's Wealth     |           | Junto a Clem Ohameze                                              |
| 2017 | Teri Teri             |           | Junto a Rachael Okonkwo                                           |
| 2017 | Virgin Justice        |           | Junto a Regina Daniels                                            |
| 2017 | Fada Fada             |           | Junto a Yul Edochie                                               |
| 2017 | Financial Woman       |           | Junto a Yul Edochie                                               |
| 2017 | Ajebo America         |           | Junto a Ken Erics, Nonso Diobi                                    |
| 2016 | Akaraoku              | Akara Oku | Junto a Yul Edochie                                               |
| 2015 | Vanity                |           | Junto a Ngozi Ezeonu                                              |
| 2015 | Attitude              | Joan      |                                                                   |
| 2014 | Idemmili              |           | Junto a Pete Edochie, Patience Ozokwor, Yul Edochie               |
| 2014 | The Motherless        |           | Junto a Ini Edo                                                   |
| 2014 | Old Soldier           |           | Junto a Nkem Owoh, Osita Iheme, Chinedu Ikedieze, Ime Bishop Umoh |
| 2014 | The Three Blind       |           | Junto a Chika Ike                                                 |
| 2013 | Cry of a Witch        | Ifeoma    |                                                                   |
| 2011 | Double Barrel         |           | Junto a Francis Odega, Amaechi Muonagor                           |
| 2011 | Sherikoko             |           | Junto a John Okafor, Funke Akindele                               |
| 2010 | Forgive Me Father     |           | Junto a Nkem Owoh, Osita Iheme                                    |
| 2010 | Magic Money           |           | Junto a Mercy Johnson, Bob-Manuel Udokwu                          |

## Premios y nominaciones
| Año  | Premio                              | Categoría                                | Resultado |
| ---- | ----------------------------------- | ---------------------------------------- | --------- |
| 2017 | "Premios City People Entertainment" | Mejor actriz revelación del año (inglés) | Nominada  |
| 2017 | Premio Nigeria Achievers.           | Siguiente clasificada Actriz del año     | Ganadora  |